# Nguyễn Đạm
Nguyễn Đạm (chữ Hán: 阮澹)
Người xã Đoàn Lâm, huyện Gia Phúc, phủ Hạ Hồng (nay thuộc xã Thanh Tùng, huyện Thanh Miện, tỉnh Hải Dương), trú quán xã Hoa Bằng (nay cùng huyện).
Ông thi đỗ Đệ nhị giáp Tiến sĩ xuất thân (Hoàng Giáp) khoa Quý Mùi niên hiệu Hồng Thuận năm thứ 6 (1514), làm quan Thừa chính sứ
Thân sinh của ông là Nguyễn Phục (阮復) một vị quan thời Lê sơ.